# Центральная нервная система
Центра́льная не́рвная систе́ма (ЦНС) — основная часть нервной системы животных и человека, состоящая из нейронов, их отростков и вспомогательной глии; у беспозвоночных представлена системой тесно связанных между собой нервных узлов (ганглиев), у позвоночных животных (включая человека) — спинным и головным мозгом.
Главная и специфическая функция ЦНС — осуществление простых и сложных рефлексов. У человека и других высших животных низшие и средние отделы ЦНС — спинной мозг, продолговатый мозг, средний мозг, промежуточный мозг и мозжечок — регулируют деятельность отдельных органов и систем высокоразвитого организма, осуществляют связь и взаимодействие между ними, обеспечивают единство организма и целостность его деятельности. Высший отдел ЦНС — кора больших полушарий головного мозга и ближайшие подкорковые образования — в основном регулирует связь и взаимоотношения организма как единого целого с окружающей средой.

## Строение и функции
Центральная нервная система связана со всеми органами и тканями организма через периферическую нервную систему, включающую у позвоночных черепные нервы, отходящие от головного мозга, спинномозговые — от спинного мозга, межпозвонковые нервные узлы; периферические отделы вегетативной нервной системы — нервные узлы с нервными волокнами, подходящих и отходящих к ним. В состав ЦНС входят клетки нейроглии, которые выполняют в ней опорную и защитную функцию, участвуют в метаболизме нервных клеток. Головной и спинной мозг окружены тремя мозговыми оболочками: твёрдой, паутинной и сосудистой. Головной мозг заключён в защитную капсулу — череп, а спинной — в позвоночник.
Чувствительные, или афферентные, нервы несут возбуждение в ЦНС от периферических рецепторов; по отводящим эфферентным (двигательным и вегетативным) нервным волокнам возбуждение из ЦНС направляется к клеткам исполнительных рабочих аппаратов (мышцы, железы, сосуды и др.). Афферентные и эфферентные клетки своими отростками могут контактировать между собой и составлять двухнейронную рефлекторную дугу, осуществляющую элементарные рефлексы (например сухожильные рефлексы спинного мозга). Но, как правило, в рефлекторной дуге между афферентными и эфферентными нейронами расположены вставочные нейроны. Связь между различными отделами ЦНС осуществляется также с помощью множества отростков афферентных, эфферентных и вставочных нейронов этих отделов, образующих внутрицентральные короткие и длинные проводящие пути.
Твёрдая — наружная, соединительнотканная, выстилает внутреннюю полость черепа и позвоночного канала. Паутинная расположена под твёрдой — это тонкая оболочка с небольшим количеством нервов и сосудов. Сосудистая оболочка сращена с мозгом, заходит в борозды и содержит много кровеносных сосудов.
Спинной мозг находится в позвоночном канале и имеет вид белого тяжа. По передней и задней поверхности спинного мозга расположены продольные борозды. В центре проходит спинно-мозговой канал, вокруг него сосредоточено серое вещество — скопление огромного количества нервных клеток, образующих контур бабочки.
Белое вещество спинного мозга образует проводящие пути, которые тянутся вдоль спинного мозга, соединяя как отдельные его сегменты друг с другом, так и спинной мозг с головным. Одни проводящие пути называются восходящими или чувствительными, передающими возбуждение в головной мозг, другие — нисходящими или двигательными, которые проводят импульсы от головного мозга к определённым сегментам спинного мозга. Они выполняют две функции — рефлекторную и проводниковую. Деятельность спинного мозга находится под контролем головного мозга, который регулирует спинномозговые рефлексы.
Головной мозг человека расположен в мозговом отделе черепа. Средняя его масса 1300—1400 г. Рост мозга продолжается до 20 лет. Состоит он из 5 отделов: переднего, промежуточного, среднего, заднего и продолговатого мозга. Внутри головного мозга находятся 4 сообщающиеся между собой полости — мозговые желудочки. Они заполнены спинномозговой жидкостью. Филогенетически более древняя часть — ствол головного мозга. Ствол включает продолговатый мозг, варолиев мост, средний и промежуточный мозг. 12 пар черепных нервов лежат в стволе мозга. Стволовая часть мозга прикрыта полушариями головного мозга.
Продолговатый мозг — продолжение спинного мозга и повторяет его строение; на передней и задней поверхности залегают борозды. Он состоит из белого вещества, где рассеяны скопления серого вещества — ядра, от которых берут начало черепные нервы — с 9 по 12-ю пару.
Задний мозг включает варолиев мост и мозжечок. Варолиев мост снизу ограничен продолговатым мозгом, сверху переходит в ножки мозга, боковые его отделы образуют средние ножки мозжечка. Мозжечок расположен сзади моста и продолговатого мозга. Поверхность его состоит из серого вещества (кора). Под корой — ядра.
Средний мозг расположен впереди варолиева моста, он представлен четверохолмием и ножками мозга. Промежуточный мозг занимает самое высокое положение и лежит спереди ножек мозга. Состоит из зрительных бугров, надбугорной, подбугорной области и коленчатых тел. По периферии промежуточного мозга находится белое вещество. Передний мозг состоит из сильно развитых полушарий и соединяющей их срединной части. Борозды делят поверхность полушарий на доли; в каждом полушарии различают 4 доли: лобную, теменную, височную и затылочную.
Деятельность анализаторов отражает в нашем сознании внешний материальный мир. Деятельность коры головного мозга человека и высших животных определена И. П. Павловым как высшая нервная деятельность, представляющая собой условно-рефлекторную функцию коры головного мозга.